# 1941 في جمهورية أيرلندا
فيما يلي قوائم الأحداث التي وقعت خلال عام 1941 في جمهورية أيرلندا.

## سياسة

### تعيين في المنصب
- 15 أغسطس – إيمون دي فاليرا Minister for Housing, Local Government and Heritage [الإنجليزية]‏.

### انتهاء فترة المنصب
- 18 أغسطس – إيمون دي فاليرا Minister for Housing, Local Government and Heritage [الإنجليزية]‏.

## مواليد

### أبريل
- 18 أبريل – مايكل دانييل هيجينز

## وفيات

### يناير
- 13 يناير – جيمس جويس (مواليد 1882)

### أكتوبر
- 24 أكتوبر – لويزا مارتن (مواليد 1865) لاعبة كرة مضرب أيرلندية.